# Arcadia (Ägypten)

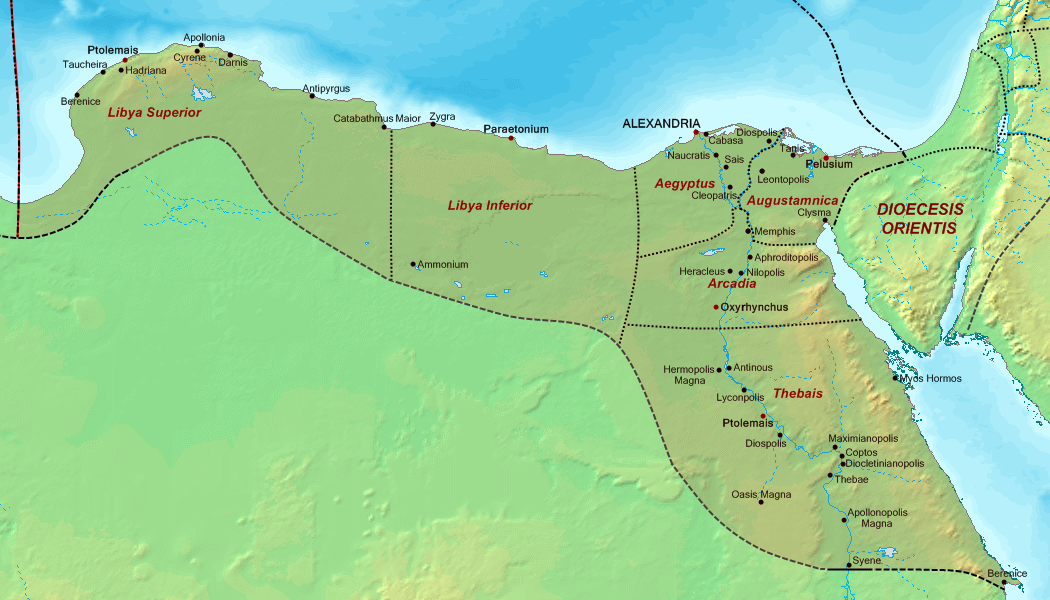
Karte der römischen Dioecesis Aegypti mit Lage von Arcadia

Arcadia, auch Arcadia Aegypti (griechisch Αρκαδια Αίγυπτου) war eine spätantike römische Provinz in Ägypten. Sie entstand aus einem Teil der alten Provinz Augustamnica. Sie erlosch mit der arabischen Eroberung Ägyptens in den 640er-Jahren.

## Geschichte
Die Provinz wurde zwischen 386 und ca. 395 aus der Provinz Augustamnica ausgegliedert und nach dem oströmischen Kaiser Arcadius (395–408) benannt. Sie umfasste größtenteils die historische Region Heptanomis („Sieben Nomoi“). Hermopolis in Thebais wurde zusätzlich der Provinz zugeteilt.
Laut den Notitia Dignitatum war Arcadia eine von sechs Provinzen der Dioecesis Aegypti. Sie unterstand einem Gouverneur im Rang eines Praeses.

## Titularbistümer
Die katholische Kirche führt einige der ehemaligen Bischofssitze der Provinz als Titularbistümer.
Im Annuario Pontificio werden mehrere Bistümer als titulare Bischofssitze geführt:
| - Oxyrhynchus, Metropolie und Erzbistum, wahrscheinlich auch das Verwaltungszentrum - Alphocranon (Helwan) - Aphroditopolis (Atfih) - Arsinoë in Arcadia (Faiyum) - Cynopolis in Arcadia (El-Queis? Cheikh-Fadl?) | - Heracleopolis Magna - Memphis - Nilopolis - Theodosiopolis in Arcadia (Taha-el-Amudein) |